# Antonio Palomino
Antonio Acisclo Palomino De Castro Y Velasco (* 1655, Bujalance – 12. srpen 1726, Madrid) byl španělský malíř a kunsthistorik.

## Životopis
Studoval nejprve v Cordobě práva a teologii, ale záhy se obrátil na dráhu uměleckou. Učil se nejprve u Valdesa Leala, pak u Alfara, žáka Velázquezova. Roku 1678 odešel do Madridu, kde se seznámil s Carreñou de Miranda a Claudiem Coëllem, který mu svěřil provedení fresek ve svém paláci Prado. Palomino vykonal práci s takovým úspěchem, že byl roku 1688 jmenován královským malířem na dvoře Karla II. Při dekoraci Escurialu pomáhal italskému malíři Lukovi Giordanovi a od roku 1697 maloval samostatně ve Valencii fresky v kostele San Juan del Mercado, jež jsou jeho nejoceňovanějším dílem. Pro tamní katedrálu vytvořil též obraz Lítost sv. Petra. Roku 1705 v klášteře San Esteban v Salamance namaloval sérii alegorií Církev bojující a Církev vítězná. Připravoval též fresky v Paularském klášteře, ty však dokončil až jeho syn.
Od roku 1711 připravoval k vydání dílo El Museo pictórico y escala óptica, jehož první díl vyšel roku 1715, druhý 1724, třetí posmrtně pod titulem El Parnaso español. První dva díly popisují malířské dějiny a techniky malby, třetí životopisy španělských umělců od Antonia del Rincon až po Palominovy současníky. Ottův slovník naučný tuto kunsthistorickou práci hodnotil takto: "Byť i dílo toto často postrádalo kritiky, nelze mu upříti veliké ceny, zvlášť historické, ježto obsahuje data, jež jinak byla by se ztratila; jest mimo to základem všech pozdějších děl toho druhu."